# Heterodisca flammea
Heterodisca flammea là một loài bướm đêm trong họ Geometridae.